# 四国大学の人物一覧
四国大学の人物一覧（しこくだいがくのじんぶついちらん）は、四国大学に関係のある人物一覧記事。

## 歴代理事長
| 代   | 氏名     | 就任年 | 退任年 |
| ---- | -------- | ------ | ------ |
| 初代 | 佐藤カツ | 1925年 | 1969年 |
| 2    | 佐藤久子 | 1969年 | 2002年 |
| 3    | 佐藤一郎 | 2002年 | 現職   |

## 歴代学長
| 代   | 氏名     | 就任年 | 退任年 |
| ---- | -------- | ------ | ------ |
| 初代 | 渡部鼎   | 1961年 | 1961年 |
| 2    | 鶴田常吉 | 1961年 | 1971年 |
| 3    | 北村義男 | 1977年 | 1980年 |
| 4    | 圓藤眞一 | 1980年 | 1992年 |
| 5    | 斉藤晴男 | 1992年 | 2001年 |
| 6    | 福岡登   | 2001年 | 2013年 |
| 7    | 松重和美 | 2013年 | 現職   |

## 著名人

### 教職員
元職員も含む。
- 阿部榮次 - 実業家
- 猪子寿之 - 実業家、チームラボ代表
- 今沢カゲロウ -  ベーシスト、作曲家
- 川内由子 - 音楽学者
- 加渡いづみ - 経営学者
- 小松英雄 - 歴史学者
- 斉藤晴男 - 物理学者、元鳴門教育大学副学長
- 佐々木義登 - 作家、国文学者
- 高島宏子 - 声楽科、日本音楽教育振興協会理事
- 田辺緑 - ピアニスト、東京藝術大学名誉教授
- 平島裕正 - 医学者、民俗学者
- 増田篤志 - 作曲家
- 三木稔 - 作曲家
- 山下博之 - 国文学者

### 研究者
- 加渡いづみ - 経営学者

### 文化・芸能
- 上田普 - 書家
- 犬伏まり - ファッションモデル
- 高里悟 -  ミュージシャン、MONGOL800のドラム担当
- 福富弥生 - シンガーソングライター

### スポーツ選手
- 小島晴菜 - ラグビーユニオン選手
- 中村沙弥 - ラグビーユニオン選手
- 幸長慎一 - 陸上競技選手、現職員
- 藤倉由貴 - バレーボール選手